# Paul-Georges Ntep
Paul-Georges Ntep de Madiba, född 29 juli 1992 i Douala, Kamerun, är en fransk-kamerunsk tidigare fotbollsspelare.

## Klubbkarriär
Den 13 maj 2020 värvades Ntep av Guingamp.

## Landslagskarriär
Ntep debuterade för Frankrikes landslag den 7 juni 2015 i en 4–3-förlust mot Belgien, där han byttes in i den 79:e minuten mot Olivier Giroud. I augusti 2018 skiftade Ntep till Kameruns landslag. Ntep debuterade för Kamerun den 12 oktober 2018 i en 1–0-vinst över Malawi, där han blev inbytt i den 61:a minuten mot Fabrice Olinga.